# Sempan
Les Sempan sont une population de la province indonésienne de Papouasie en Nouvelle-Guinée occidentale. Au nombre de mille en 1987, ils sont pêcheurs et cueilleurs de sago et habitent dans la région de la côte méridionale, dans le kabupaten d'Asmat, entre les populations Asmat à l'est et Kamoro à l'ouest. Ils parlent le sempan qui appartient au sous-groupe asmat-kamoro des langues de Trans-Nouvelle Guinée.